# Sylvirana mortenseni
Sylvirana mortenseni es una especie de anfibio anuro de la familia Ranidae.

## Distribución geográfica
Esta especie se encuentra hasta 800 m sobre el nivel del mar, habita en:
- el sureste de Tailandia en la provincia de Trat;
- el suroeste de Camboya en el montes Cardamomo.[3]

## Etimología
Esta especie lleva el nombre en honor a Ole Theodor Jensen Mortensen.

## Publicación original
- Boulenger, 1903 : On a new frog from Upper Burma and Siam. Annals and Magazine of Natural History, sér. 7, vol. 12, p. 219[4]